# Керен Пелес
Керен Пелес (івр. קרן פלס; 11 березня 1979, Явнеель, Північний округ, Ізраїль) — ізраїльська співачка, авторка пісень, піаністка і композиторка.

## Біографія
Керен Пелес виросла в Явнеелі, у сім'ї Дорона і Міріам Пелес, відвідувала середню школу «Тихон Бейт-Яреах» у долині річки Йордан разом із молодшим братом і сестрою. У дитинстві вона вчилася грі на фортепіано і флейті. Грала в Дитячому оркестрі Явнееля, а потім у Представницькому оркестрі долини річки Йордан, у якому була солісткою. Закінчила музичну школу (англ. Rimon School of Jazz and Contemporary Music).
Керен Пелес розпочала свою музичну кар'єру в Ізраїлі у 2005 році як авторка пісень для Мірі Месіки і Ширі Маймон, а згодом випустила свій дебютний альбом Im Ele Ha'Hayim (2006), і на сьогоднішній день випустила шість студійних альбомів. Вона часто співпрацює зі співачкою Мірі Месікою, для якої написала багато пісень, і з музикантом Рамі Кляйнштейном, з яким багато гастролювала і випустила два концертні альбоми. Серед своїх музичних натхненників Керен Пелес називає Наомі Шемер, Шломо Арці та Торі Еймос.
Серед її нагород — премія Міністерства культури і спорту Ізраїлю для авторів-початківців у 2006 році. Два роки поспіль Пелес здобувала Ізраїльську театральну премію за композиторську роботу в постановках театру «Камері» — «Тривож моє серце» Ханоха Левіна (2008) та «Хороша людина з Шешуану» Бертольта Брехта (2009). Вона також двічі здобувала нагороду ACUM, яку присуджує Товариство авторів, композиторів та музичних видавців Ізраїлю, у 2018 та 2022 роках.
У 2024 році Керен Пелес стала співавторкою пісні «Hurricane», яку заспівала Еден Голан від Ізраїлю на Пісенному конкурсі Євробачення 2024 та посіла п'яте місце у фіналі. Також написала пісню «New Day Will Rise», з якою Юваль Рафаель від Ізраїлю виступила на Євробаченні 2025 і зайняла 2-ге місце у загальному підрахунку, та 1-ше за голосуванням глядачів.

## Дискографія
| Якщо це життя (Im Ele haKhaim) / אם אלה החיים - Реліз: 13 Липня 2006 - сертифікація Ізраїлю: Gold (20,000+ копій) - Сінгли: Itai, If This Is Life, Simon the Neighbor, Time Out, The One Who's In My Place | Потоп (Mabool) / מבול - Реліз: 7 Квітня 2008 - сертифікація Ізраїлю: Gold (20,000+ копій) - Сінгли: Flood, She Ran Home, In A Car Next To The Sea, Picho 92, A Period Of Changes | Між містом і селом (Bein HaIr LaKfar) / בין העיר לכפר - Реліз: 31 Серпень 2010 - сертифікація Ізраїлю: Gold (20,000+ копій) - Сінгли: The Rest Passes, Assaf Song, Northern Flowering, A Scratched | Як жеж засяє Сонце (Eich she-haShemesh Tizrakh) / איך שהשמש תזרח - Реліз: 1 Липня 2013 - Сінгли: Lake Wanka, Nothing tastes good, The Dead Hours, Me too, Just come | Ми у всіх на виду (Прозорі, Shkufim) / שקופים - Реліз: 1 Листопада 2020 - Сінгли: Transparent, Across the river, Who am I?, You came to me suddenly, Nothing tastes good, The sun will come in, Another day has passed | Ми у всіх на виду 2 (Прозорі 2, Shkufim 2) / שקופים 2 - Реліз: 11 Квітня 2024 - Сінгли: No end to the night, Happiness comes and goes, Other Days, The Distance of Time, Not Lost, Someone happy for me, Two Banks |

| Rami Kleinstein — Keren Peles / רמי קלינשטיין קרן פלס - Реліз: 3 Лютого 2016 - Сінгли: Until Return, Live, Thank You | Рамі Кляйнштейн — Керен Пелес: Перформанс (live, 2CD) / רמי קלינשטיין קרן פלס ההופעה - Реліз: 18 Липня 2016 - Сінгли: Betrayal |